# 阿德西奥·隆巴尔多
阿德西奥·拉斐尔·隆巴尔多·罗西（西班牙語：Adesio Rafael Lombardo Rossi，1925年2月2日—2004年之前），乌拉圭篮球运动员，他曾代表乌拉圭参加1948年夏季奥运会和1952年夏季奥运会男子篮球比赛，分别获得第五名和铜牌。